# Maicol Rastelli
Maicol Rastelli (Sondalo, 28 aprile 1991) è un fondista italiano.

## Biografia
Originario di Le Prese di Sondalo in Valtellina, in Coppa del Mondo ha esordito il 16 febbraio 2013 a Davos (33º) e ha ottenuto il primo podio il 5 marzo 2014 a Drammen (3º). Ai Mondiali di Falun 2015, suo esordio iridato, si è classificato 15º nella sprint. Ai XXIII Giochi olimpici invernali di Pyeongchang 2018, sua prima presenza olimpica, si è classificato 19º nella 50 km, 26º nella sprint e 7º nella staffetta; l'anno dopo ai Mondiali di Seefeld in Tirol 2019 è stato 53º nella 15 km e 10º nella staffetta, mentre a quelli di Oberstdorf 2021 si è classificato 27º nella sprint. L'anno dopo ai XXIV Giochi olimpici invernali di Pechino 2022 si è piazzato 52º nella 15 km e 51º nella sprint.

## Palmarès

### Coppa del Mondo
- Miglior piazzamento in classifica generale: 63º nel 2018
- 1 podio (individuale):
  - 1 terzo posto

- Secondo posto Up & Down 2019 dietro a Pansè

- Gran Bormio completa 2021